# Gabras (famille byzantine)
Pour les articles homonymes, voir Gabras.

Les thèmes byzantins d’Asie mineure vers 842; la Chaldée est située en haut à droite.

Gabras ou Gavras (en grec : Γαβρᾶς), au féminin Gabraina (Γάβραινα) est le nom d’une famille aristocratique byzantine qui occupe une place proéminente au XIe siècle et au début du XIIe siècle alors qu’elle gouverne de façon presque héréditaire la région quasi-autonome de Chaldée.
Le nom apparait pour la première fois à la fin du Xe siècle lorsqu’un Constantin Gabras prend part à la rébellion de Bardas Sklèros. Vers 1081, le général Théodore Gabras s’empare de Trébizonde et du thème de Chaldée qu’il gouvernera jusqu’en 1098. Célèbre pour ses exploits militaires, il est vénéré comme un saint dans la région. Son fils, Constantin Gabras, lui succède comme gouverneur de Chaldée vers 1126 et la dirige jusqu’en 1140. Par la suite, nombreux sont les membres de la famille qui s’enrôleront avec les Turcs seldjoukides au cours des XIIe siècle et XIIIe siècle. Au XIVe siècle plusieurs Gabras occupent des fonctions administratives à Constantinople dont Michel Gabras connu par sa prolifique correspondance avec les principales figures littéraires et politiques de l’époque. Une branche de la famille dirigera la principauté de Théodoros dans la péninsule de Crimée.

## Origines
La famille Gabras apparait pour la première fois aux confins nord-est de l’Empire byzantin dans la province de Chaldée dont le centre est Trébizonde. Plusieurs hypothèses ont été émises sur ses origines; celles-ci demeurent toutefois obscures, la plupart de ces hypothèses se basant non sur des faits attestés mais sur l’étymologie du nom ou sur l’endroit où il apparait pour la première fois.
Certains auteurs comme Alexander Vasiliev et Alexander Kazhdan ont suggéré une origine arménienne pour ce nom tout en convenant qu’il s’agissait essentiellement d’une solution de facilité,. D’autres possibilités ont été évoquées : grecque, pontique, perse ou laze. Mais elles aussi s’avèrent peu probantes. D’autres suggestions, plus plausibles celles-là, comprennent par exemple celle de Jakob Philipp Fallmerayer selon qui le nom dériverait de la racine aramaique-syriaque « g-b-r » signifiant « héros » ou « homme ». Konstantinos Armantos s’inscrit dans cette lignée en avançant qu’il pourrait s’agir de la corruption du nom « Gabriel » qui signifie littéralement « homme de Dieu » et vient de la même racine. Pour sa part, Anthony M. Bryer suggére plutôt que le nom viendrait de l’arabe kafir, du persan gabr ou du turc gavur, trois termes signifiant «infidèle » ou « non croyant », ce qui s’appliquerait assez bien à ces régions de la frontière entre empires chrétien et musulman où le nom fait surface.
Certains historiens, incluant Bryer, ont donné une origine greco-laze aux Gabrades. Bryer devait toutefois modifier son opinion par la suite, se référant aux Gabras comme simplement à des « Chaldéens » puisque la Chaldée intérieure dont ils étaient originaires ne contenait aucune colonie grecque, laze ou arménienne. En effet, la Chaldée intérieure était une région montagneuse ayant sa propre identité et n’avait pratiquement pas été touchée par l’hellénisation, conservant plutôt des structures archaïques faites de seigneurs locaux ayant leurs fiefs dans ces montagnes.
Le premier membre de la famille que nous connaissions nommément est Constantin Gabras qui participa dans les années 976 - 979 à la révolte de Bardas Sklèros et qui fut tué lors d’une bataille en 979,. Un Gabras portant le titre de patrikios parait en 1018; il fut aveuglé après avoir comploté avec le Bulgare Elemag pour rétablir l’Empire bulgare qui venait d’être conquis. On ignore cependant s’il y avait une relation avec les Gabras de Chaldée ou s’il s’agissait d’un noble bulgare,. En 1040 un Michel Gabras fut l’un des dirigeants d’un complot contre le domestique des Scholes, Constantin, frère de l’empereur Michel IV (r. 1034 - 1041), lequel fut aveuglé en même temps que ses complices,.

## En Chaldée
Le premier membre de la famille que nous connaissons en Chaldée est Théodore Gabras. Natif de la région, ce fut un leader courageux et énergique. Il parvint à reprendre Trébizonde aux Turcs en 1075 et fut nommé doux (gouverneur) de Chaldée par l’empereur Alexis Ier Comnène en 1081. Il dirigea la Chaldée de façon quasi-indépendante et, jusqu’à sa mort en 1098, combattit avec succès les Turcs danichmendides et les Géorgiens. Considéré comme un personnage héroïque tant dans le Pont grec que dans la poésie turque, il fut reconnu par l’Église orthodoxe comme un saint et un martyr,. De sa première épouse Irène (Taronitissa ?), Théodore eut un fils, Grégoire Gabras, qui servit d’otage à Constantinople où il fut fiancé d’abord à l’une des filles du sebastokrator Isaac Comnène et par la suite à Marie Comnène, fille d’Alexis Ier. Théodore tenta, mais sans succès, de reprendre son fils en 1091. On ignore ce qu’il advint de lui par la suite, mais il n’est pas impossible qu’il s’agisse du Grégoire Taronitès qui fut gouverneur de Chaldée de 1103 à 1106 et se rebella contre Alexis,. Un autre membre de la famille, Constantin Gabras, dont on ignore la relation exacte avec Théodore, fut également nommé gouverneur de la Chaldée par Jean II Comnène (r. 1118 - 1143) vers 1119. Il s’y comporta comme un souverain pratiquement indépendant jusqu’à ce que Jean II le révoque,. Ses exploits firent partie de la tradition orale du Pont; le « Chant de Gabras » qui en faisait partie, mis par écrit vers 1900, s’est toutefois révélé une œuvre moderne composée à partir de sources médiévales.
L’établissement de fiefs pratiquement autonomes n’était pas le seul apanage des Gabras. Au cours du XIe siècle la région située au nord-est de l’Asie mineure, incluant la Chaldée, n’entretenait guère de relations avec le gouvernement de Constantinople, ce qu’encourageait la mixité de sa population grecque et arménienne, cette dernière parvenant dès le début du XIe siècle à prévaloir dans l’arrière-pays pontique. Déjà avant la bataille de Manzikert en 1071 l’aventurier normand Robert Crispin, surnommé Frankopoulos (« Fils de Franc » en grec) par les Byzantins, avait fait de la forteresse de Colonée (aujourd’hui Şebinkarahisar en Turquie) le centre d’un territoire indépendant qui fut repris en 1073 par Roussel de Bailleul. De telle sorte que, lorsque Théodore Gabras se présenta à Trébizonde en 1075 et, à nouveau, en 1078, il fut considéré comme un enfant du pays par les Grecs des régions côtières du Pont et put s’appuyer sur les forces locales, c’est-à-dire celles de l’ancien thème de Chaldée.
Le même phénomène existait aussi chez les Turcs comme le montre le cas des émirs danichmendides de Neokaisareia (aujourd’hui Niksar en Turquie) et de Sebasteia (aujourd’hui Sivas en Turquie). Comme le soulignait le professeur Bryer, « bien que rivaux, les Gabras et les Danichmendides avaient plus en commun les uns avec les autres qu’avec les Comnènes de Constantinople ou les Seldjoukides de Konya ». Les Gabras et les émirs s’alliaient régulièrement, spécialement lorsque leurs suzerains respectifs tentaient de les ramener dans leur giron, ce qui explique que les Gabras fussent vus comme de vaillants opposants dans la poésie héroïque turque.

## Sous les Comnène et les Seldjoukides
Lorsqu’ils perdirent la Chaldée, base de leur indépendance, nombre de Gabras allèrent servir dans le nouveau sultanat seldjoukide de Konya, alors que d’autres rejoignirent les empereurs comnènes à Constantinople, perdant en grande partie leurs racines pontiques.
Ainsi, on note que dans les années 1140, un membre de la famille dont le nom n’est pas spécifié combattit aux côtés des Seldjoukides, fut capturé et exécuté par l’empereur Manuel Ier Comnène (r. 1143-1180) en 1146,. Un autre Gabras, possiblement le fils du dernier, fit défection à Byzance et rejoignit la cour du sultan Kilij Arslan II (r. 1155 - 1192) dont il devint l’un de ses principaux conseillers. Il s’agit peut-être du même ou du fils d’Ikhtiyar al-Din Hasan ibn Ghafras qui fut le vizir du sultan dans la dernière partie de son règne (vers 1180 - vers 1192),. D’autres membres de la famille Gabras au service des Turcs comprirent Gonstantin Gabras, possiblement le fils du gouverneur Constantin qui « trahit » l’empereur alors qu’il était en mission diplomatique en 1162/1163, un Gabras dont le prénom est inconnu qui fut accusé d’avoir empoisonné Kilij Arslan II en 1193, Jean Gabras connu sous le nom de Giovanni de Gabra qui fut envoyé en mission diplomatique par le sultan Kay Qubadh Ier en Europe dans les années 1234 - 1236, ainsi qu’un Michel Gabras (Mikhail bar Gavras) qui fut physicien à Malatya vers 1256,.
Côté byzantin, on note le sébaste Michel Gabras qui fut général sous Manuel Ier Comnène et qui combattit tant les Hongrois que les Turcs; il s’associa à la famille impériale en devenant le beau-fils d’Andronic Comnène,.

## À Constantinople et à Trébizonde

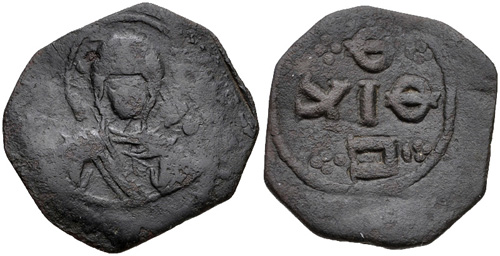
Folis de cuivre frappé à Trébizonde sous Théodore Gabras.

Le nom de Gabras se retrouve encore aux XIIIe siècle et au XIVe siècle, mais semble avoir perdu de son prestige. Certains Gabras de l’époque sont de simples paysans qui ont adopté le nom de famille de leur maitre alors que les membres de la famille qui sont fonctionnaires occupent des postes peu élevés.
Dans l’Empire de Nicée, les Gabras apparaissent en Macédoine et en Asie mineure. On mentionne un sébaste Ionnakios ou Ionnikios Gabras vers 1216. Un megaloepiphanestatos Grégoire Gabras est gouverneur d’un village près de Prilep dans les années 1220 pendant qu’un de ses parents, le sébaste Étienne Gabras est à l’œuvre près d’Ohrid. Un Jean Gabras vendit des terres près de Milet en 1236. Un Constantin Gabras fut protopapas (archiprêtre) du métropolite de Milet vers 1250. Sous la dynastie des Paléologues, le sébaste Christophe Gabras mourut comme moine vers 1264-1265. Manuel Doukas Comnène Gabras est attesté comme bienfaiteur d’un monastère en 1300-1301. D’autres membres de la famille sont de façon épisodique mentionnés dans divers documents juridiques, épigrammes ou correspondance comme vivant à Constantinople ou dans diverses villes de Macédoine telles Serres ou Véria. Gabras Comnène dont on ignore le prénom occupait le poste de « juge des armées » (krites tou phossatou) et Manuel Philès le décrit comme « un tueur de barbares »; un Jean Gabras Kaballarios était hetaireiarches à Serrès vers 1348; un autre membre de la famille possédait une terre en pronoia à Kalamaria avant 1347. On retrouve d’autre Gabras comme serfs (paroikoi) sur de grands domaines : Miachel Gabras à Leros vers 1263; Demetrios et ses fils Michel et Philotheos de même probablement qu’un parent, Basile Gabras étaient paroikoi du monastère d’Esphigmenou à Rentina (Thessalonique) vers 1300. Enfin, Demetrios Gabras Christo(u)s et Georges Gabras étaient paroikoi du monastère de Xeropotamou à Rebenikeia au début du XIVe siècle,,.
Pendant l’ère des Paléologue, le plus célèbre Gabras fut sans conteste Michel Gabras, sakellarios (trésorier) du patriarcat de Constantinople et, selon Anthony Bryer, « le plus prolifique des épistoliers byzantins »; sa correspondance s’étend de 1305 à 1341. Ses 462 lettres sont adressées à quelque 111 correspondants et concernent la plupart des grandes figures et des grands évènements de l’époque. Il eut un frère, Jean, auteur d’un traité de théologie contre la doctrine de Grégoire Palamas,,.
Quelques membres de la famille demeurèrent toutefois dans la région du Pont et se mirent au service des Comnènes qui avaient fondé l’Empire de Trébizonde au moment où les Latins s’emparaient de Constantinople en 1204. Un membre de la famille fut gouverneur de Sinope pour une brève période lorsque la ville fut reprise aux Turcs par Trébizonde vers 1254 ou 1258 jusqu’à 1265 ou 1267,. D’autres membres de la famille sont mentionnés comme propriétaires terriens principalement dans le bandon (province) de Matzouka, au sud de Trébizonde : Andronikos Gavras, probablement au XIIIe siècle; un Georges Gabras vers 1344 ou 1345; Kosmas, polemarchos (officier militaire) à Matzouka vers 1378; enfin, un Théodore Gabras à Gemora au début du XVe siècle,.

## Dans la Principauté de Théodoros (Crimée)

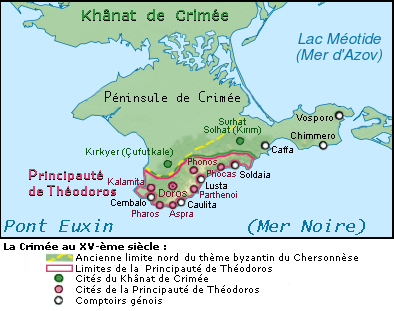
La Principauté de Théodoros dans la Crimée du XVe siècle

Une branche de la famille Gabras est identifiée par les spécialistes comme étant la famille connue sous le nom de « Khovra » dans les sources russes. Elle dirigea la principauté de Théodoros fondée au milieu du XIVe siècle dans le sud-ouest de la Crimée (région dite de « Gothia ») et s’y maintint jusqu’à la conquête par les Turcs ottoman en 1475. Le sud de la Crimée avait fait partie de l’Empire byzantin jusqu’à la fin du XIIe siècle pour faire ensuite partie de l’Empire de Trébizonde pour une génération tout en conservant de forts liens avec la côte pontique par la suite. Bien que diverses hypothèses aient été avancées sur le comment, le quand et quelle branche de la famille s’y était relocalisée, aucune ne peut être démontrée avec certitude.
Le premier Gabras mentionné au Théodoros est « Étienne de Théodoros » (Stepan Vasilyevich Khovra), un « prince de Gothia » qui émigra à Moscou en 1391 ou 1402 avec son fils Grégoire. Les deux se firent moines, Grégoire y fondant par la suite le monastère Simonov (lien). Deux familles russes, les Khovrin et Golovin se réclament de leur descendance,. Le fils d’Étienne, Alexis Ier régna sur le Gothia après le départ de son père de 1444 ou 1447. Lui succéda brièvement un Jean qui fut peut-être son fils. Le fils de celui-ci, Alexis, mourut jeune vers 1446 ou 1447; son épitaphe fut composée par Jean Eugénikos. Un autre fils d’Alexis, Olubei, lui succéda comme prince vers 1447 et régna jusque vers 1458 alors qu’une fille d’Alexis, Marie de Gohtia, épousa en 1426 le dernier empereur de Trébizonde, David,.
Olubei disparut de la scène vers 1458; on ne connait aucun autre prince jusqu’à Isaac, possiblement le fils d’Olubei, en 1465. Isaac fut renversé en 1475 par son frère Alexandre en raison de ses sympathies pour les Ottomans. Son règne fut bref, Gedik Ahmed Pacha, général ottoman avant de devenir vizir, s’emparant de Théodoros en décembre de la même année. Alexandre et sa famille furent emmenés à Constantinople où le prince fut décapité, son fils converti de force à l’Islam, sa femme et ses filles reléguées au harem du sultan.

## Les derniers Gabras
Le nom de « Gabras » se perpétua sous la forme « Gavrasov » ou « Gavradov » chez les Grecs habitant près de la mer d’Azov et sous la forme « Gabras » en Chaldée. Les derniers membres notables de la famille sont mentionnés à Constantinople dans les premiers siècles de l’Empire ottoman : Michel ou Mozalos Gabras, à l’œuvre vers 1555-1565; Cyril Gabras, megas skeuophylax (secrétaire en chef) du patriarcat en 1604. On retrouve d’autres membres de la famille en Crète et dans les iles de la mer Égée. Ainsi, un Gabras inconnu par ailleurs possédait des terres à Santorini au début du XVIIe siècle; on trouve par ailleurs nombre de Gabras à Chios et en Crète, en particulier aux alentours de Sitía jusqu’au début du XIXe siècle. Dans ce dernier cas on pense, sans toutefois pouvoir le prouver, que ceux-ci seraient des descendants de personnes venues du Pont. En Turquie, dans la région bordant la mer Noire, on croit que les personnes portant le nom de Kavraz seraient également des descendants de la famille Gabras sans qu’on puisse toutefois le prouver,. Enfin au cours du XXe siècle des membres de la famille émigrèrent à Jérusalem et à Buenos Aires.